# ابن اسفندیار
بهاءالدین محمد بن حسن بن اسفندیار معروف به ابن اسفندیار مورخ سدهٔ ششم و هفتم، اهل آمل است. وی مؤلف تاریخ طبرستان است.

## مسافرت
وی پیش از سال ۶۰۶، به بغداد سفر کرد و در همین سال، از آنجا به قصد عراق عجم خارج شد، اما چون در همان اوقات خبر کشته شدن نصیر الدوله رستم بن اردشیر، فرزند دوست و حامی خود یعنی اردشیر دوم باوندی را شنید، به‌سوی ری آمد. وی پس از حضور دوباره در آمل، به خوارزم سفر کرد و به مدت پنج سال در آنجا سکنی گزید.

## تاریخ طبرستان
در مقدمهٔ اثر برجسته‌اش، تاریخ طبرستان، به سرگذشت خود اشاره‌هایی دارد. وی بخشی از دوران زندگانی خود را در دربار پادشاهان آل باوند به سر برد و در آنجا از حمایت حسام‌الدوله اردشیر بن حسن باوندی برخوردار بود. پیش از سال ۶۰۶ ق به بغداد سفر کرد و در ۶۰۶ ق از آنجا به قصد عراق عجم خارج شد، اما چون در همان اوقات خبر کشته شدن نصیرالدوله رستم بن اردشیر بن حسن فرزند حامی خود را شنید، به سوی ری آمد. در ری بود که در کتابخانهٔ مدرسهٔ رستم بن علی بن شهریار، کتابی را که ابوالحسن بن محمد یزدادی در تاریخ گاوبارگان تبرستان به عربی نوشته بود، به دست آورد و بر آن شد که کتاب را به عنوان اساس کار خود به فارسی برگرداند. اندک زمانی پس از ترجمهٔ کتاب، هنوز آن را از سواد به بیاض نبرده بود که به دعوت پدر به وطن خود مازندران (احتمالاً آمل) بازگشت و پس از توقفی کوتاه، راه خوارزم در پیش گرفت. ۵ سال از توقف او در خوارزم گذشته بود که روزی در بازار کتابفروشان و صحافان آن شهر ترجمهٔ عربی ابن مقفع از نامه تنسر را به دست آورد. تنسر، موبد بزرگ اردشیر بابکان، این نامه را به جشنسْف (گشنسب)، شاه طبرستان، نوشته و او را به اطاعت اردشیر خوانده بود. ابن اسفندیار این متن را به فارسی ترجمه کرد و آن را در مدخل تاریخ طبرستان خود قرار دارد و بدین سان این اثر گرانبهای ادبیات پهلوی را از گزند روزگار حفظ کرد. نامهٔ تنسر یکی از مهم‌ترین اسنادی است که راجع به تشکیلات زمان ساسانیان نوشته شده‌است. اثر ابن اسفندیار قدیم‌ترین کتاب در تاریخ طبرستان است. انشای آن بسیار فصیح است، ولی مؤلف در استعمال لغات عربی افراط ورزیده‌است. بخشهای نخستین این کتاب حاوی مطالب افسانه‌ای است، ولی در مورد طبرستان پس از اسلام، اطلاعات تاریخی و جغرافیایی آن ارزشمند و مستند است، به ویژه آگاهیهای بسیاری در مورد افراد مشهور محلی و شاعرانی که به زبان طبری شعر سروده‌اند. در آن به دست داده شده‌است. این کتاب در ۴ «قسم» است. بخش‌های پایانی آن که در خصوص بوئیان و زیاریان و آغاز تاریخ باوندیان بوده از میان رفته‌است‌
این کتاب بیش از یک قرن پیش توجه خاورشناسان را به خود جلب کرد در این باب کتاب تاریخ طبرستان توسط ادوارد براون به انگلیسی ترجمه گشت و در سال ۱۹۰۵ میلادی منتشر شد. در ۱۳۲۰، یک نسخه دیگر از این کتاب به کوشش عباس اقبال آشتیانی به چاپ رسیده‌است. بر اساس مقدمه موجود، این کتاب به چهار قسمت تقسیم شده‌است اما مصحح، کتاب را با ذکر سه قسم آورده‌است.